# ایوان ترایکوویچ
ایوان کنراد ترایکوویچ (Ivan Konrad Trajkovič؛ متولد ۱ سپتامبر ۱۹۹۱ در زاگرب، کرواسی) یک تکواندوکار اسلوونیایی است. وی در بازیهای المپیک تابستانی ۲۰۱۲ در وزن ۸۰+ کیلوگرم شرکت کرد ولی در دور مقدماتی به چا دونگ مین از کره جنوبی باخت.
وی جواز حضور در بازیهای المپیک تابستانی ۲۰۲۰ را به نمایندگی از اسلوونی در وزن ۸۰+ کیلوگرم مردان، بدست آورد.